# Jakub Svoboda
Jakub Svoboda (* 27. Dezember 1989 in Přerov, Tschechoslowakei) ist ein tschechischer Eishockeyspieler, der zuletzt bis 2024 beim HC Přerov in der zweitklassigen tschechischen 1. Liga unter Vertrag stand.

## Karriere

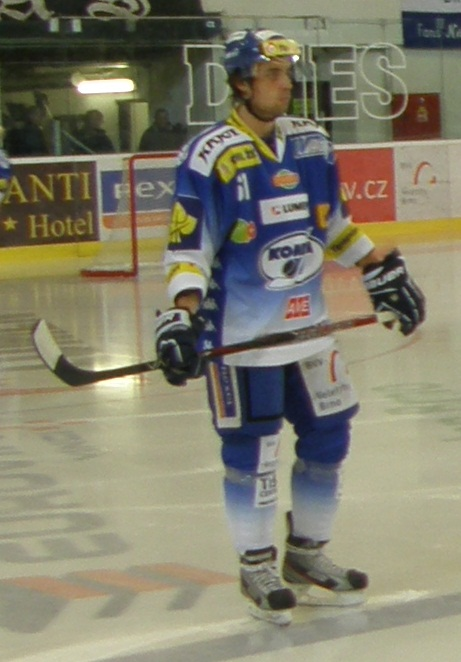
Jakub Svoboda im Trikot des HC Kometa Brno (2011)

Jakub Svoboda begann seine Karriere als Eishockeyspieler in seiner Heimatstadt Přerov, wo er bereits als 14-Jähriger seinen ersten Einsatz in der U20-Mannschaft hatte und bis 2006 spielte. In den folgenden Saisons spielte er in den Juniorenmannschaften des HC Pardubice und des HC Kometa Brno. Er wurde 2008 in die tschechische Juniorennationalmannschaft berufen und kam dort zu zwei Einsätzen. Nach dem CHL Import Draft 2008 wechselte er zum Saginaw Spirit in die kanadische Juniorenliga Ontario Hockey League. Dieser hatte ihn beim CHL Import Draft 2008 an Gesamtposition 28 ausgewählt. Da er sich dort nicht durchsetzen konnte, kehrte er in der folgenden Saison in die Tschechische Republik zurück zum Orli Znojmo, der gerade in die zweitklassige tschechische 1. Liga abgestiegen war. Ab der Saison 2010/11 spielte er wieder in der Extraliga für die Mannschaft aus Brno. Ende 2014 wechselte er für den Rest der Spielzeit zum Meister HC Zlín. Für die Saison 2015/16 wurde er von diesen an den HC Pardubice und den HC Karlovy Vary ausgeliehen.
Im August 2016 ging Jakub Svoboda ins Ausland zu den Lausitzer Füchse aus der DEL2, die den Stürmer für die Saison 2016/17 verpflichteten.
Zur Saison 2017/18 wechselte der 27-jährige zu den Ravensburg Towerstars. Nach einer enttäuschenden ersten Saison mit dem Nicht-Erreichen der Play-offs gewann er in der folgenden Saison die Meisterschaft der DEL2. Nach der Saison 2019/20 erhielt er keinen neuen Vertrag mehr. Daraufhin schloss er sich dem HC Přerov aus seiner Geburtsstadt an, mit dem er in der zweitklassigen 1. Liga spielte. In der Spielzeit 2020/21 war er zeitweilig an den Extraligisten HC Zlín ausgeliehen.

### International
Neben den zwei Einsätzen in der tschechischen Nationalmannschaft der Junioren 2008 spielte Jakub Svoboda zwei Spiele für die Tschechische Nationalmannschaft, darunter ein Spiel bei den im Rahmen der Euro Hockey Tour 2011/12 ausgetragenen Czech Hockey Games. Im Folgejahr kam er zu zehn Einsätzen für die Nationalmannschaft, darunter fünf im Rahmen der Euro Hockey Tour 2012/13 (Karjala Cup 2012 und Channel One Cup 2012).

## Erfolge und Auszeichnungen
- 2012 Tschechischer Vizemeister mit dem HC Kometa Brno
- 2014 Tschechischer Vizemeister mit dem HC Kometa Brno

## Karrierestatistik
(Legende zur Spielerstatistik: Sp oder GP = absolvierte Spiele; T oder G = erzielte Tore; V oder A = erzielte Assists; Pkt oder Pts = erzielte Scorerpunkte; SM oder PIM = erhaltene Strafminuten; +/− = Plus/Minus-Bilanz; PP = erzielte Überzahltore; SH = erzielte Unterzahltore; GW = erzielte Siegtore; 1 Play-downs/Relegation; Kursiv: Statistik nicht vollständig)